# Park Jung-yang
Park Jung-yang (박중양 朴重陽, 3. svibnja 1872. – 23. travnja 1959.), korejski političar, birokrat i liberalni filozof. Nadimci su mu bili Haeak (해악), Ilso (일소) i Wongeun (원근).
Bio je gradonačelnik Daegua (1906. – 1907.), guverner Južne Jeolle (1907.), Južnog Pyongana (1907. – 1908.), Sjevernog Gyeongsanga (1908. – 1910.), Južnog Chungcheonga (1910. – 1915.), Hwanghaeja (1921. – 1923., 1928.), Sjevernog Chungcheonga (1923. – 1925.).

## Vanjske poveznice
Napomena: sve vanjske poveznice su na korejskom jeziku.
- Park Jung-yang  Arhivirana inačica izvorne stranice od 20. prosinca 2012. (Wayback Machine) (korejski)
- Park Jung-yang (korejski)
- Park Jung-yang  Arhivirana inačica izvorne stranice od 12. studenoga 2013. (Wayback Machine) (korejski)
- "일제가 현대 조선 개신" 해방후에도 망발…친일파 박중양  Arhivirana inačica izvorne stranice od 17. svibnja 2017. (Wayback Machine) 매일신문 2010년 01월 25일 (korejski)
- 순종의 남행에는 친일파 뿐이었다 데일리안 2010.01.30 (korejski)
- "순종 남행이 박중양의 정치적 입지 높여" 데일리안 2010.01.30 (korejski)
- 친일중의 친일 ‘3·1운동 자제단’은 누구? 한겨레 2010.03.01 (korejski)